# Van Diemen's Land (filme)
Van Diemen's Land é um filme australiano baseado em acontecimentos reais ocorridos no século XIX, onde o condenado reincidente Alexander Pearce, foge de uma colônia penal com alguns colegas detentos pelas matas inexploradas da Tasmânia (na época chamada de Terra de Van Diemen).
Quando foi recapturado contou uma macabra estória de como sobreviveu estando no limite da fome.
Foi considerado louco e insano até que fatos descobertos a posterior indicaram a possibilidade de veracidade na estória que relatou.

## Elenco
- Oscar Redding como Alexander Pearce
- Arthur Angel como Robert Greenhill
- Paul Ashcroft como Matthew Travers
- Mark Leonard Winter como Alexander Dalton
- Torquil Neilson como John Mather
- Greg Stone como William Kennerly
- John Francis Howard como Little Brown

### Exibição e aceitação
Van Diemen's Land  foi lançado nos cinemas brasileiros em 24 de setembro de 2009 e foi classificado como MA15+ "violência e linguagem vulgar." Tendo recebido críticas positivas, que chegou a 75% de aprovação em Rotten Tomatoes com uma classificação média de 6.4/10. Durante o fim de semana de abertura, o filme arrecadou U$39.939  nos 9 cinemas que exibiu (U$4.438 em média).